# Márton Lovászy

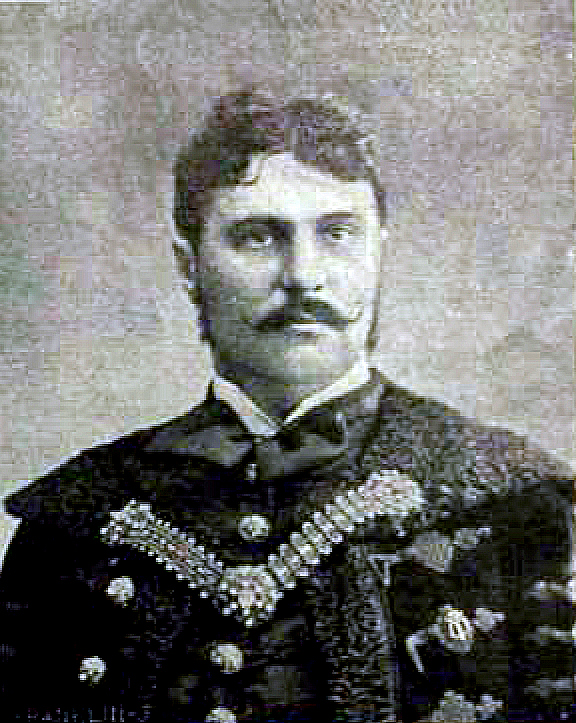
Márton Lovászy

Márton Lovászy (Zenta, 6 november 1864 – Boedapest, 21 augustus 1927) was een Hongaars politicus, die in 1919 minister van Buitenlandse Zaken was. Hij was een van de leiders van de Onafhankelijkheidspartij ten tijde van de Oostenrijks-Hongaarse dubbelmonarchie. Hij was gekant tegen de Eerste Wereldoorlog en Oostenrijk-Hongarijes alliantie met het Duitse Rijk. In een artikel dat hij schreef voor zijn eigen krant Magyarország verwelkomde hij de Oktoberrevolutie in het Keizerrijk Rusland.
Lovászy nam bovendien deel aan de Asterrevolutie. Hij was lid van de Hongaarse Nationale Raad en was minister van Godsdienst en Onderwijs in de regering-Mihály Károlyi. Nadien trok hij zich tijdelijk terug uit de politiek, om in 1919 minister van Buitenlandse Zaken te worden in de regering-Friedrich. Lovászy was het echter niet eens met het bewind van Miklós Horthy en emigreerde naar Joegoslavië. 
In zijn artikels en redevoeringen haalde hij vaak uit naar het Hongaarse politieke systeem. Hiervoor werd hij in 1925 ook aangeklaagd. Lovászy stierf niet lang nadien.